# 热利科·奥布拉多维奇
热利科·奥布拉多维奇（羅馬化：Željko Obradović，1960年3月9日—），塞尔维亚篮球运动员、教练。他曾代表南斯拉夫国家队参加1988年夏季奥林匹克运动会篮球比赛，获得一枚银牌。他還於2013年至2020年期間担任费内巴切队主教练。